# Duke (Genesis)
| Recensione | Giudizio |
| ---------- | -------- |
| AllMusic   |          |

Duke è il decimo album in studio del gruppo musicale britannico Genesis, pubblicato il 24 marzo 1980 dalla Charisma Records.

## Storia
Duke seguì a un periodo relativamente lungo di inattività dei Genesis. Subito dopo il tour mondiale di ...And Then There Were Three..., infatti, il batterista e cantante Phil Collins si prese una lunga pausa dal gruppo e seguì la sua famiglia a Vancouver nella vana speranza di salvare il suo primo matrimonio. Gli altri due componenti ne approfittarono per lavorare ai rispettivi primi album solisti: nel 1979 Mike Rutherford pubblicò Smallcreep's Day, mentre Tony Banks A Curious Feeling, entrambi registrati a Stoccolma, ai Polar Music Studios di proprietà degli ABBA, dove a novembre gli stessi Genesis avrebbero registrato anche Duke, e come quest'ultimo furono entrambi prodotti assieme a Dave Hentschel.
Al ritorno dal Canada, mentre i suoi colleghi erano ancora impegnati nei suddetti lavori, Collins collaborò a diversi progetti, fra cui le session con i Brand X dalle quali furono tratti gli album Product (1979), Do They Hurt? (1980) e Is There Anything About? (1983), nonché la partecipazione al terzo album di Peter Gabriel; nel tempo rimanente il batterista, nella sua abitazione a Guildford nel Surrey, incominciò a lavorare ad alcuni demo di canzoni da lui scritte completamente da solo con l'ausilio di un pianoforte, di un sintetizzatore e di una batteria elettronica; in questo periodo videro la luce quasi tutti i brani destinati al suo acclamato album d'esordio Face Value, pubblicato poi nel 1981.
I tre si ritrovarono di nuovo a settembre del 1979, proprio a casa di Collins, per comporre il materiale del nuovo album: Collins sottopose i suoi demo a Banks e Rutherford, che scelsero i due brani Misunderstanding e Please Don't Ask; il tastierista e il chitarrista avevano dal canto loro già qualche composizione pronta; per il resto il trio si dedicò alla scrittura collettiva, dalla quale ebbe origine una sorta di lunga suite moderna comprendente i brani Behind the Lines, Duchess e Guide Vocal (frammento scritto dal solo Banks), una breve progressione armonica di Rutherford alla chitarra che, sviluppata poi separatamente, sarebbe divenuta Turn It On Again e infine Duke's Travels/Duke's End, finale strumentale che riprende anche alcuni temi delle sezioni precedenti.
Col procedere dei lavori, la band decise di spezzare la suite in due segmenti, che finirono rispettivamente in apertura e chiusura di album, Turn It On Again divenne brano a sé nonché singolo apripista del disco, e le composizioni individuali furono poste nel mezzo, due per ciascun autore, ripartite equamente sulle due facciate. Va sottolineato che anche i testi dei brani che originariamente costituivano la suddetta suite trattano, nella loro versione finale, di argomenti diversi fra loro, lasciando alla sola ripresa di alcuni temi musicali la funzione di filo conduttore. La sequenza originaria dei sei brani venne poi ripristinata dal gruppo nella scaletta del tour promozionale che seguì la pubblicazione dell'album.
Un altro brano poi estratto come singolo, Duchess, è la prima canzone in cui i Genesis utilizzarono una drum machine.
Durante le sedute di Duke i Genesis registrarono altri due brani, Open Door e Evidence of Autumn, che furono pubblicati rispettivamente sul lato B dei singoli Duchess e Misunderstanding tratti dall'album e in seguito inclusi nella quarta facciata dell'album Three Sides Live (1982) ad eccezione del Regno Unito.
Duke fu l'ultimo di cinque album (quattro in studio più il live Seconds Out) prodotti dai Genesis assieme a David Hentschel, il quale in quest'album figura eccezionalmente anche nei cori della canzone Man of Our Times.

## Accoglienza
Duke fu il primo album dei Genesis a raggiungere il primo posto nella Official Albums Chart britannica, che mantenne per due settimane, per poi rimanere in classifica per altre trenta. Il gruppo aumentò il proprio seguito anche negli Stati Uniti d'America dove l'album raggiunse l'undicesima posizione divenendo disco d'oro e, successivamente, di platino. Quanto agli altri Paesi, il disco raggiunse la seconda posizione in Germania, la quarta in Francia e Norvegia, la sesta in Italia e la nona in Svezia.
Tre furono i singoli estratti dall'album: Turn it on again, Duchess e Misunderstanding; tutti e tre furono accompagnati da videoclip promozionali.
In breve tempo dopo la pubblicazione, il brano Turn It On Again divenne la seconda hit della band nella Top 10 britannica; la canzone ha la particolarità di basarsi su un riff dal tempo inusuale per un singolo: 13/8. Anche Misunderstanding fece fare alla band notevoli passi avanti oltreoceano, raggiungendo la Top 20 negli Stati Uniti e la prima posizione in Canada, e costituì un importante sprone per Phil Collins come autore, essendo anche la prima canzone scritta da lui solo ad essere pubblicata in un disco dei Genesis.

## Tracce
Lato A
1. Behind the Lines – 5:33 (testo: Mike Rutherford – musica: Tony Banks / Phil Collins / Mike Rutherford)
2. Duchess – 6:25 (testo: Banks – musica: Banks / Collins / Rutherford)
3. Guide Vocal – 1:34 (Banks)
4. Man of Our Times – 5:33 (Rutherford)
5. Misunderstanding – 3:14 (Collins)
6. Heathaze – 5:01 (Banks)

Lato B
1. Turn It On Again – 3:51 (testo: Rutherford – musica: Banks / Collins / Rutherford)
2. Alone Tonight – 3:57 (Rutherford)
3. Cul-De-Sac – 5:06 (Banks)
4. Please Don't Ask – 4:01 (Collins)
5. Duke's Travels – 8:41 (Banks / Collins / Rutherford)
6. Duke's End – 2:07 (Banks / Collins / Rutherford)

## Formazione

### Gruppo
- Phil Collins – voce, batteria, batteria elettronica
- Tony Banks – tastiere, chitarra a 12 corde, cori
- Mike Rutherford – chitarra, basso, cori

### Produzione
- Genesis e David Hentschel – produzione
- David Hentschel – ingegnere del suono
- Dave Bascombe – assistente produzione

## Classifiche
| Classifica (1980) | Posizione massima |
| ----------------- | ----------------- |
| Austria           | 14                |
| Canada            | 1                 |
| Francia           | 4                 |
| Germania          | 2                 |
| Italia            | 6                 |
| Norvegia          | 4                 |
| Nuova Zelanda     | 13                |
| Paesi Bassi       | 12                |
| Regno Unito       | 1                 |
| Stati Uniti       | 11                |
| Svezia            | 9                 |
| Svizzera          | 3                 |